# 1841년 캄차카 지진
1841년 캄차카 지진(러시아어: 1841 Землетрясение на Камчатке)은 5월 17일 현지 시각 아침 8시경에 태평양에서 발생한 지진이다. 이 지진은 러시아 극동의 캄차카반도 해안이 진앙이다. 추정 모멘트 규모 M9.0 이상으로 이 지역에서 발생한 가장 큰 지진 중 하나이다. 최대 15 m 높이의 파고 높이를 가진 거대한 지진해일이 해안을 강타했다.

## 지질학적 환경
지진은 쿠릴-캄차카 해구와 평행하게 이어지는 캄차카반도 동쪽 해안에서 발생했는데, 이 해구는 태평양판과 오호츠크판이 만나는 지역이다. 태평양판은 더 오래되고 밀도가 높기 때문에 오호츠크판 위에 있는 캄차카반도 아래로 섭입한다. 이 두 판은 수렴 경계를 따라 만나며, 이는 해구로 표시된다. 섭입대는 지진 활동이 활발하여 캄차카 지진을 발생시키며, 이 지진은 가끔 지진해일을 일으킨다. 이들 중 일부 해구형 지진은 매우 규모가 강력하다(예: 1952년 규모 9.0 지진, 역대 다섯 번째로 규모가 큰 지진). 캄차카반도를 강타한 가장 큰 지진은 아마도 1737년 규모 M9.3 지진으로, 이 지진도 큰 지진해일을 일으켰다.

## 지진
지진은 캄차카반도 동쪽 해안 근처의 섭입대에서 발생한 충상단층과 관련이 있다. 국립환경정보센터에 따르면 지진이 감지된 지역을 기반으로 규모는 Mfa  8.4로 추정되었다. 2004년 지진 목록은 사용 가능한 지진해일 데이터를 평가하여 지진해일 규모(Mt )와 모멘트 규모(Mw )를 모두 9.0으로 기록했다. 지진해일 기록과 관측 부족으로 인해 이 사건의 발생 지역에 대한 정보는 없다. 1841년 지진은 규모가 과소평가되어 지진 기록에서 "누락된" 여러 M 8.5+ 지진 중 하나로 여겨진다. 미국 지질조사국의 수잔 호그 박사에 따르면, 이 지진의 규모는 큰 지진해일을 일으키지 않았다는 가정 때문에 과소평가되었다. 규모 8.5 이상의 지진은 일반적으로 큰 지진해일을 일으키는 것으로 가정된다. 2013년 미국 지구물리학 연맹 가을 회의에서 규모가 M9.2까지 될 수 있다고 믿는다.

## 영향
지진은 해안을 강타했으며 페트로파블롭스크캄차츠키에서 최대 VIII~IX의 진도로 느껴졌다. 도시에서는 최소 15분 동안 격렬한 흔들림이 느껴졌다. 가정과 관공서의 최소 50개 난로 굴뚝이 무너졌다. 일부 주택은 심각한 피해를 입었다. 해안의 절벽이 무너졌다. 대성당 종이 지진 중에 울렸다고 한다.
이 지진은 캄차카반도 동해안에서 최대 15 m 파고 높이를 가진 큰 지진해일을 일으켰다. 지진해일은 원주민의 유르트를 휩쓸어 갔다. 하와이주 힐로에서는 지진해일이 4.6 m 높이로 측정되었다. 이는 하와이에서 캄차카반도에서 발생한 최초의 역사적으로 기록된 지진해일이다.

## 같이 보기
- 캄차카 지진
- 러시아의 지진 목록
- 지진해일 목록
- 역사적 지진 목록
- 해구형 지진 목록